# کلامپ
کلامپ (به آلمانی: Klamp) یک شهر در آلمان است که در Plön (District) واقع شده‌است. کلامپ ۷۸۲ نفر جمعیت دارد.